# The Mastermind
The Mastermind è un film del 2025 scritto, diretto e montato da Kelly Reichardt.

## Produzione
A settembre 2024 è stato annunciato che Kelly Reichardt avrebbe diretto The Mastermind, con protagonista Josh O'Connor e prodotto dalla piattaforma MUBI. Il mese successivo Alana Haim e  John Magaro si sono uniti al cast mentre la produzione è iniziata nel mese di novembre.

## Distribuzione
Il film è stato presentato in anteprima mondiale il 23 maggio 2025 in occasione della 78ª edizione del Festival di Cannes, durante la quale è stato in concorso per la Palma d'oro.

## Accoglienza
In Italia, il film ha ricevuto un'accoglienza critica contrastata. Giulio Zoppello su Today scrive che il film ha una "narrazione minimal, uno stand-alone che però è il grande limite di un film che si perde in gesti quotidiani assolutamente superflui", mentre il critico Riccardo Baiocco su Sentieri Selvaggi assegna al lungometraggio un voto di 4 stelle su 5 con la motivazione che "la regista gioca con i generi con grande consapevolezza, li sabota a ritmo di jazz e crea una storia divertente, che non viene schiacciata dall’allegoria politica o dallo stile".

## Riconoscimenti
- 2025 – Festival di Cannes
  - In concorso per la Palma d'oro